# Microcebus sambiranensis
El lémur ratón de Sambirano (Microcebus sambiranensis) es una especie de primate estrepsirrino de la familia Cheirogaleidae, como los otros lémures, endémico de la isla de Madagascar.
La especie fue descubierta al norte de la isla en la reserva Ankarana durante una investigación en el área. Fue descrita en 2000 como especie diferente, simultáneamente con el lémur ratón de Berthe (Microcebus berthae) y el lémur ratón rojizo del norte (Microcebus tavaratra).
Su longitud corporal, excluyendo la cola, es de 11,7 cm en promedio y pesa alrededor de 42 gramos; parámetros que lo ubican por tamaño, entre los lémures ratón más pequeños.